# UFC Fight Night: Swanson vs. Ortega
UFC Fight Night: Swanson vs. Ortega（ユーエフシー・ファイトナイト：スワンソン・バーサス・オルテガ、別名UFC Fight Night 123）は、アメリカ合衆国の総合格闘技団体「UFC」の大会の一つ。2017年12月9日、カリフォルニア州フレズノのセーブ・マート・センターで開催された。

## 大会概要
本大会ではカブ・スワンソンとブライアン・オルテガのフェザー級戦が組まれた。

## 試合結果

### アーリープレリム
第1試合 ミドル級 5分3R
○  トレヴィン・ジャイルズ vs.  アントニオ・ブラガ・ネト ×
3R 2:27 KO（右ストレート）
第2試合 ライト級 5分3R
○  ダヴィ・ハモス vs.  クリス・グリッツマーカー ×
3R 0:50 リアネイキッドチョーク
第3試合 バンタム級 5分3R
○  アレハンドロ・ペレス vs.  ユーリ・アルカンタラ ×
3R終了 判定3-0（30-27、 29-28、29-28）

### プレリミナリーカード
第4試合 バンタム級 5分3R
○  フランキー・サエンツ vs.  メラブ・ドバリシビリ ×
3R終了 判定2-1（29-28、28-29、29-28）
第5試合 バンタム級 5分3R
○  アレックス・ペレス vs.  カールス・ジョン・デ・トーマス ×
2R 1:54 アナコンダチョーク
第6試合 バンタム級 5分3R
○  アンドレ・スーカムタス vs.  ルーク・サンダース ×
2R 1:06 TKO（右フック→パウンド）
第7試合 女子フライ級 5分3R
○  アレクシス・デイビス vs.  リズ・カムーシュ ×
3R終了 判定2-1（29-28、28-29、29-28）

### メインカード
第8試合 バンタム級 5分3R
○  ベニート・ロペス vs.  アルバート・モラレス ×
3R終了 判定3-0（30-27、29-28、29-28）
第9試合 ミドル級 5分3R
○  エリク・アンダース vs.  マルクス・ペレス ×
3R終了 判定3-0（30-26、30-25、29-28）
第10試合 ライト級 5分3R
○  スコット・ホルツマン vs.  ダレル・ホーチャー ×
3R終了 判定3-0（30-27、30-27、30-27）
第11試合 バンタム級 5分3R
○  マルロン・モラエス vs.  アルジャメイン・スターリング ×
1R 1:07 KO（左膝蹴り）
第12試合 フェザー級 5分3R
○  ガブリエル・ベニテス vs.  ジェイソン・ナイト ×
3R終了 判定3-0（30-26、30-26、29-27）
第13試合 フェザー級 5分5R
○  ブライアン・オルテガ vs.  カブ・スワンソン ×
2R 3:22 ギロチンチョーク

### 各賞
ファイト・オブ・ザ・ナイト： ブライアン・オルテガ vs. カブ・スワンソン
パフォーマンス・オブ・ザ・ナイト： ブライアン・オルテガ、マルロン・モラエス
各選手にはボーナスとして5万ドルが授与された。

### カード変更
負傷などによるカードの変更は以下の通り。